# 木村健 (小児外科医)

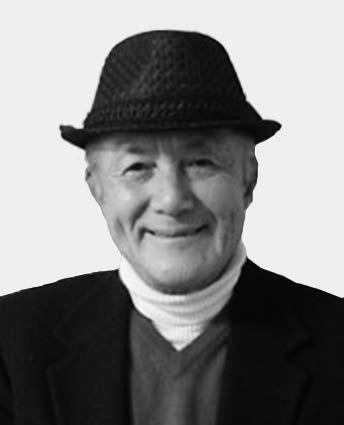
木村健

木村 健（きむら けん、1937年-）日本の医師、アイオワ大学名誉教授、小児外科医、エッセイスト。
数多くの手術術式を開発して多くの小児外科領域の難病患者を救った。
日本並びにアメリカの医学教育、卒後研修、医療制度、病院経営論理に詳しく、講演会などで両国の比較などを通して啓発活動をしている。
1986年日本エッセイストクラブ「ベストエッセイ集、母の加護」に作品「肥後守」が選ばれた。ネットブログ「ドクターキムラのオピニオン」などに定期的にエッセイを掲載している。
2004年、広島大学より招聘を受け特別顧問に就任した。広島大学医学部付属病院を大学本部直属の広島大学病院と組織替して病院改革を行った。結果、診断確定から手術までの待ち時間が短縮されスピーディな手術が出来た。
この様な努力の結果大きな生産性増加と患者に利便性の向上がもたらされた。
当時医学部教授会が病院経営を任されており医療経済論理の素人が病院を経営していた。
木村はアメリカアイオワ大学病院で学んだ医療経営のプロの技術を日本に導入した事により病院経営改革を実現した。

## 経歴
- 1937年 広島県府中市生まれ
- 1955年 兵庫県立明石高等学校卒業
- 1963年 兵庫県立医科大学卒業（現在神戸大学医学部）
- 1963‐64年 横須賀米国海軍病院でインターン研修終了
- 1964年 兵庫県立医科大学（現在神戸大学医学部）第二外科入局
- 1970年 兵庫県立こども病院外科赴任
- 1972-73年 ボストン、フローティング病院小児外科チーフレジデント終了
- 1974年 兵庫県立こども病院外科部長
- 1976年 医学博士（神戸大学）
- 1986年 ニューヨーク、シュナイダー小児病院外科
- 1987年 アイオワ大学医学部外科准教授
- 1990年 アイオワ大学医学部外科教授
- 1992年 アイオワ大学病院小児外科部長、主任教授
- 2001年 アイオワ大学医学部名誉教授
- 2004年 広島大学病院特別顧問

## 称号 栄誉
- 1978年 英国小児外科学会正会員
- 1981‐83 太平洋小児外科学会理事
- 1983年 カナダ小児外科学会名誉会員
- 1984‐88年 アジア小児外科学会理事長
- 1991年 米国小児医学アカデミー正会員（FAAP）
- 1992年 米国小児外科学会正会員
- 1996年 American Surgical Association 正会員
- 1997年 米国外科学会正会員（FACS）

## 研究業績
開発した新手術 術式
- 先天性十二指腸閉鎖症に対するダイヤモンド型吻合手術
- 先天性気管狭窄症に対する肋軟骨グラフト根治術
- 全結腸無神経節症に対する結腸パッチ手術
- 遊離腸管を用いた短腸症に対する腸管延長手術
- 食道閉鎖症に対する胸壁外食道延長手術

## 著書・論文
- 小児外科の臨床と看護 1976年 メジカルフレンド社
- Elsevier社1981年 D M Hays, K Kimura Biliary atresia: new concepts of management
- Biliary Atresia: The Japanese Experience Harvard University Press (August 5, 1980) Daniel M. Hays ?(Author), Ken Kimura ?(Author)
- 母の加護―日本エッセイスト協会ベスト・エッセイ集1986年版 肥後守
- 1995年 アメリカで医者をやるにはわけがある（草思社）
- 日本の名医30人の肖像 2003年 阪急コミュニケーションズ
- 2007年 オペのイチロー、世相を斬る！（松柏社）